# Polsat
Polsat – polski kanał telewizyjny uruchomiony 5 grudnia 1992 roku o 16:30 jako PolSat. Polsat jest pierwszym kanałem komercyjnym, który otrzymał koncesję na nadawanie ogólnopolskie i zarazem jest głównym kanałem Telewizji Polsat. Według stanu z kwietnia 2021 roku Polsat jest trzecim najchętniej oglądanym kanałem telewizyjnym w Polsce z udziałami w rynku na poziomie 8,14% (Średnio 290 tys. widzów).

## Historia
Telewizja Polsat rozpoczęła emisję testową 1 grudnia 1992 roku, zaś cztery dni później, 5 grudnia 1992 roku o 16:30, rozpoczęła oficjalne nadawanie sygnału z Holandii ze studia w Hilversum z analogowego nadajnika satelity Eutelsat II F 3, położenie na orbicie 16°E. Decyzja o nadawaniu programu z Holandii wynikła z konieczności: był to jedyny sposób by dotrzeć do polskiego widza bez naruszenia obowiązującego wówczas w Polsce prawa. Pierwszą pokazaną pozycją był serial animowany „Wędrówki Pyzy”. Produkcję zapowiedziała Karina Szafrańska. Pierwotnie kanał nazywał się PolSat. 1 października 1994 r. literę „S” w nazwie zmieniono w „s”. Tego samego dnia zmieniono logotyp stacji ze słońcem. Od 6 grudnia 1992 do 27 lutego 2005 r. logo Polsatu znajdowało się w lewym górnym rogu ekranu. Od 28 lutego 2005 r. przeniesiono je w prawy górny róg ekranu.
Nazwę kanału wymyślił satyryk Tadeusz Drozda, pierwsze logo stacji zaprojektował Jacek Błach, a muzykę do oprawy graficznej skomponował Grzegorz Ciechowski.
Początkowo zasięg techniczny Polsatu obejmował 20% populacji. Była to grupa niewielka, ale pod wieloma względami bardzo atrakcyjna dla reklamodawców. Właściciel i główny założyciel telewizji, Zygmunt Solorz-Żak, pierwotnie planował, że po regulacji przepisów radiowo-telewizyjnych, siedzibę telewizji usytuuje we Wrocławiu, jednak ostatecznie główna siedziba telewizji została ulokowana w Warszawie.
5 października 1993 roku stacja otrzymała od Krajowej Rady Radiofonii i Telewizji koncesję na emisję naziemną w Polsce. 27 stycznia 1994 roku telewizja otrzymała koncesję na ogólnopolską telewizję komercyjną, przez co przełamała monopol telewizji publicznej na ogólnopolskie nadawanie naziemne.
Polsat początkowo nadawał swój program w dwóch blokach, popołudniowym i nocnym. Program nadawał przez 4 godziny, a następnie 8 godzin dziennie. 1 października 1994 roku zwiększył czas swojego programu do 16 godzin dziennie. Motywem muzycznym oprawy kanału w latach 2003–2004 stanowił utwór Vlada Kuryluka pt. „My Little Sister”. Od 6 września 1999 roku do końca 2009 roku nadawał 23 godziny na dobę (6:00 – 5:00). Od początku 2010 roku program nadawany jest całodobowo, jednakże z comiesięczną przerwą techniczną. Od 2019 roku przerwy techniczne odbywają się 7 razy w roku.
Od 15 września 2020 roku sygnał telewizji Polsat jest emitowany w internecie w należących do nadawcy stacji serwisach internetowych VOD Polsat Go oraz Polsat Box Go.
Od samego początku emitowano także eventy, koncerty i gale. Od 2006 roku emitowana jest Sylwestrowa moc przebojów, a w latach 2015–2019 oraz od 2021 roku – Polsat SuperHit Festiwal. W latach 1996–2002 oraz od 2023 roku emitowano też Ogólnopolski Festiwal Muzyki Tanecznej, w roku 1999 – galę Telekamery, a okazjonalnie – gale jubileuszowe Polsatu.
We wrześniu 1996 roku firma rozpoczęła akcję promocyjną "Paszport Polsatu". Była to pierwsza tego typu akcja promocyjna w Polsce i oceniana jest jako najpopularniejsza marketingowa zabawa w historii polskiej telewizji.

## Informacje techniczne

### Nadawanie
Polsat rozpoczął analogowe nadawanie satelitarne na Hot Birdzie 1 (11,432 H) w marcu 1995 roku. Kanał wyłączył analogowe nadawanie satelitarne w nocy z 11 na 12 listopada 2001 roku, ustępując miejsce TV4.
19 grudnia 2011 roku Polsat przeszedł całkowicie na nadawanie w formacie 16:9. 23 lipca 2013 roku Polsat jako jeden z trzech ostatnich ogólnopolskich nadawców naziemnych, obok telewizji publicznej, wyłączył swoje ostatnie naziemne nadajniki analogowe.

### Dostępność
Program jest dostępny cyfrowo poprzez nadajniki naziemne (DVB-T2), na cyfrowych platformach satelitarnych Polsat Box, Platforma Canal+ i Orange TV oraz w sieciach kablowych. Od 5 maja 2017 roku stacja jest dostępna na platformach satelitarnych tylko w jakości HD. 15 września 2020 roku sygnał telewizji Polsat został udostępniony w internecie w należących do nadawcy stacji serwisie internetowym VOD Polsat Box Go. Od 28 marca - 27 czerwca 2022r. (MUX-2), Polsat HD jest dostępny w naziemnej telewizji cyfrowej DVB-T2.
| emisja analogowa      | emisja analogowa | emisja analogowa             | emisja analogowa             |
| satelita              | tp               | częstotliwość                | lata emisji                  |
| --------------------- | ---------------- | ---------------------------- | ---------------------------- |
| Eutelsat II F 3 (16E) |                  | 11,431 PAL                   | od 1995                      |
| Hot Bird 13E          | 11               | 11,431 PAL                   | do 11.2001                   |
| emisja cyfrowa SD     |                  |                              |                              |
| Hot Bird 13C          | 132              | 11,158 DVB-S2 8PSK 27500 3/4 | od 2005 do 1.10.2015 w DVB-S |
| Hot Bird 13C          | 119              | 10,892 DVB-S QPSK 27500 3/4  | od 10.2015 (emisja chwilowa) |

## Logo
| Data wprowadzenia                | Opis | Ilustracja |
| -------------------------------- | --- | ---------- |
| 5 grudnia 1992                   | Niebiesko-zielony napis „POLSAT” (podzielony na dwie pisane różnej wielkości czcionką sylaby z których to druga jest pod pierwszą) oraz znajdująca się po prawej stronie wstążka w kształcie litery „S”.                                                       |            |
| 1 października 1994              | Żółte logo, składające się ze słońca i napisu „POLSAT” z jego prawej strony, tej samej wielkości. |            |
| czerwiec 2002 (tylko w identach) | Znajdujący się w czerwonej ramce czerwony kwadrat z wyciętym białym fragmentem słońca z poprzedniego logo. Logo używane było tylko w identach. |            |
| 7 stycznia 2003                  | Pomarańczowo-żółte słońce, a pod nim niebieski napis „POLSAT”. W identach i logo ekranowym okrąg wewnątrz słońca był trójwymiarowy, zaś napis biały. |            |
| 1 marca 2004                     | Białe słońce z okręgiem w środku u dołu pomarańczowego prostokąta, pod którym znajduje się napis „POLSAT”. |            |
| 25 czerwca 2005                  | Logo podobne do poprzedniego, tyle że bez ułożonego pionowo prostokąta. |            |
| 27 lutego 2006                   | Białe słońce w pomarańczowym prostokącie, niżej biały napis „POLSAT” w czerwonym prostokącie. |            |
| 30 sierpnia 2021                 | Żółto-złote paski tworzące falowaną kulę/słońce, pod nim żółty napis „polsat”. Na ekranie logo pojawia się w wersji gradientowej, po chwili zmienia się w wersję zwykłą i finalnie półprzezroczystą, z ewentualnie dodanym dopiskiem „na żywo” lub „premiera”. |            |

## Polsat HD

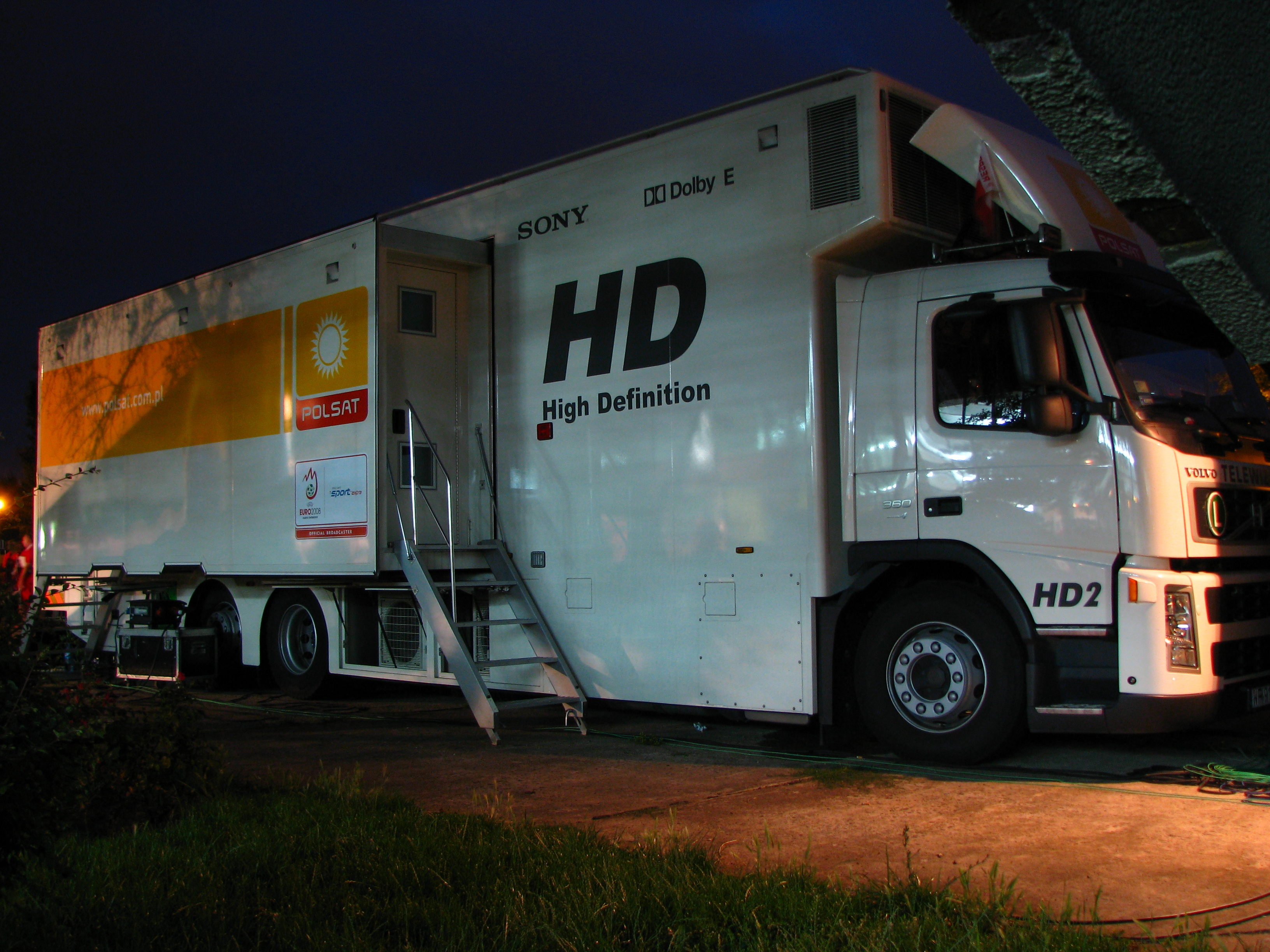
Wóz realizacyjno-transmisyjny Polsatu

Polsat HD to kanał nadawany w standardzie HD, będący retransmisją kanału Polsat w czasie rzeczywistym. Jest to drugi po Polsat Sport HD kanał telewizji Polsat w wysokiej rozdzielczości. Otrzymał koncesję na nadawanie 1 kwietnia 2008 r. Wystartował 1 września 2009 r., czyli przed rozpoczęciem Ligi Mistrzów (do której prawa transmisji na wybrany, środowy mecz na żywo, wtorkowy z odtworzenia oraz skróty pozostałych spotkań posiadał Polsat).
Kanał jest dostępny na pozycji 1 i 111 w Polsat Box w pakiecie S oraz od 5 maja 2011 roku także na platformie n na pozycji 7 w pakiecie „Informacja i rozrywka”. Kanał jest również dostępny przez wybrane sieci kablowe.
16 lutego 2011 roku niekodowany Polsat HD został udostępniony w ramach MUX-2 DVB-T. Miało to związek z konfliktem między Polsatem a platformą n, dotyczącym praw do transmisji meczów Ligi Mistrzów.
11 marca 2011 roku niekodowany Polsat HD został uruchomiony w DVB-T (nadajnik Warszawa – RTCN PKiN, kanał 29). Pierwotnie miał być nadawany przez 6 miesięcy, ale emisję zakończono 3 marca 2012 roku. 27 stycznia 2016 roku niekodowany Polsat HD został ponownie uruchomiony w DVB-T (nadajniki MUX L4). Od 31 sierpnia 2016 roku Polsat HD można oglądać w ramach multipleksu testowego TVS z Katowic. Wraz z zmianą na standard nadawania DVB-T2/HEVC, kanał Polsat HD jest dostępny od kolejno (28 marca - 27 czerwca 2022r), w województwach: dolnośląskim, lubuskim - 28 marca 2022r., kujawsko-pomorskim, pomorskim, wielkopolskim, zachodnio-pomorskim - 25 kwietnia 2022r., łódzkim, małopolskim, opolskim, podkarpackim, śląskim, świętokrzyskim - 23 maja 2022r., oraz w woj. lubelskim, mazowieckim, podlaskim i warmińsko-mazurskim - 27 czerwca 2022r.
Wraz ze zmianą opraw graficznych kanałów Polsat 2, Polsat 1, Super Polsat, Polsat Play, Polsat Café, Polsat Film, Polsat Doku i Polsat Romans/Polsat Seriale, zmienił się również wygląd znaku „HD”. Zyskał czerwoną barwę (wcześniej bordowy) oraz został zmniejszony.
Wraz z ponowną zmianą opraw graficznych całej spółki Grupa Polsat Plus, i zmianą logotypu tej stacji, dopisek HD został całkowicie zlikwidowany.
| emisja HD    | emisja HD | emisja HD                    | emisja HD                 |
| ------------ | --------- | ---------------------------- | ------------------------- |
| Satelita     | TP        | Częstotliwość                | Lata emisji               |
| Hot Bird 13B | 78        | 12,264 DVB-S2 8PSK 27500 3/4 | od 1.09.2009 do 1.12.2016 |
| Hot Bird 13C | 132       | 11,158 DVB-S2 8PSK 27500 3/4 | od 28.10.2016             |